# Rôles d'Oléron
I Rôles d'Oléron (Regolamenti o Ruoli o Leggi d'Oléron) detti anche Jugemens de la mer  sono un antico codice di diritto marittimo per la regolamentazione dei commerci: sono considerate come il primo esempio di leggi marittime nell'Europa nordoccidentale.
(Rôles d’Oléron, articolo XIX)

## Storia
Secondo la tradizione, i Rôles vennero promulgati da Eleonora di Aquitania intorno al 1160, in occasione del suo ritorno dalla Seconda crociata nella quale aveva accompagnato il suo primo marito Luigi VII di Francia. Eleonora si reca sull'isola di Oléron per dirimere alcune questioni sull'amministrazione della giustizia, in particolar modo il moltiplicarsi di casi di saccheggio di relitti naufragati.
L'isola faceva parte del Ducato d'Aquitania, in quel tempo appartenente al Regno d'Inghilterra portato in dote dalla stessa Eleonora per le seconde nozze con Enrico II Plantageneto nel 1154. Il possesso dell'isola atlantica da parte del regno d'oltremanica favorì gli scambi commerciali, in particolar modo il mercato del vino, citato più volte nei Rôles. Il codice venne redatto in lingua guascone, destinato unicamente alla regolamentazione dell'esportazione dei vini dal porto di Bordeaux verso l'Inghilterra.
Il codice venne ripubblicato sia in Francia che in Inghilterra: in quest'ultimo stato in particolare venne applicato a tutto il regno da re Riccardo Cuor di Leone, figlio di Eleonora di Aquitania. I Rôles verranno nuovamente promulgati da Enrico III intorno al 1266 e confermati da Edoardo III nel 1329. Sotto il regno di Enrico VIII i Rôles vennero pubblicati sotto il nome di The Judgement of the sea, of Masters, of Mariners, and Merchants, and all their doings (Decisioni sul mare, i padroni, i marinai, i mercanti e tutti i loro doveri), divenendo poi fonte di ispirazione per i successivi codici di diritto marittimo, come il Black Book of the Admiralty (il Libro Nero dell'Ammiragliato). In Francia invece i Rôles d'Oléron vennero adottati come codice marittimo ufficiale nel 1364.
La copia più antica dei Rôles risale al 1266, anno in cui il codice conta di 24 articoli. Il codice venne arricchito in periodi successivi, come provano le edizioni successive che raggiungono i 38 articoli. Gli articoli del codice stabiliscono i legami fondamentali per la protezione sociale della marineria e codificano delle regole fondamentali per i rapporti commerciali, ispirate molto probabilmente alla Lex rhodia, regolamento sulla navigazione vigente nel Mar Mediterraneo fin dai tempi antichi.
L'influenza della Lex rhodia sarebbe legata alla presenza di Eleonora alla corte di Baldovino III di Gerusalemme, nel cui regno l'antica legge venne inserita nelle Assise, come riportato anche nelle collezioni delle leggi marittime redatte da Pardessus nel XIX secolo.